# Boops lineatus
Boops lineatus es una especie de peces de la familia Sparidae en el orden de los Perciformes.

## Morfología
• Los machos pueden llegar alcanzar los 25 cm longitud total.

## Distribución geográfica
Se encuentra desde las costas de Yemen hasta el Golfo de Omán.